# 곤네사
곤네사(Gonnesa)는 이탈리아 사르데냐 지역의 수드사르데냐도에 있는 코무네로, 칼리아리 서쪽으로 약 60 킬로미터 (37 mi) 떨어져 있으며 이글레시엔테 소지역의 카르보니아 북서쪽으로 약 14 킬로미터 (9 mi) 떨어져 있다.
이 도시는 18세기 후반 지역 봉건 영주에 의해 재건되었다. 19세기 동안 이 지역은 인구 증가에 크게 기여한 광업 재개에 영향을 받았다.
곤네사 시정촌에는 오늘날 이탈리아에서 마지막으로 운영 중인 탄광인 누락시 피구스 광산이 위치해 있다.

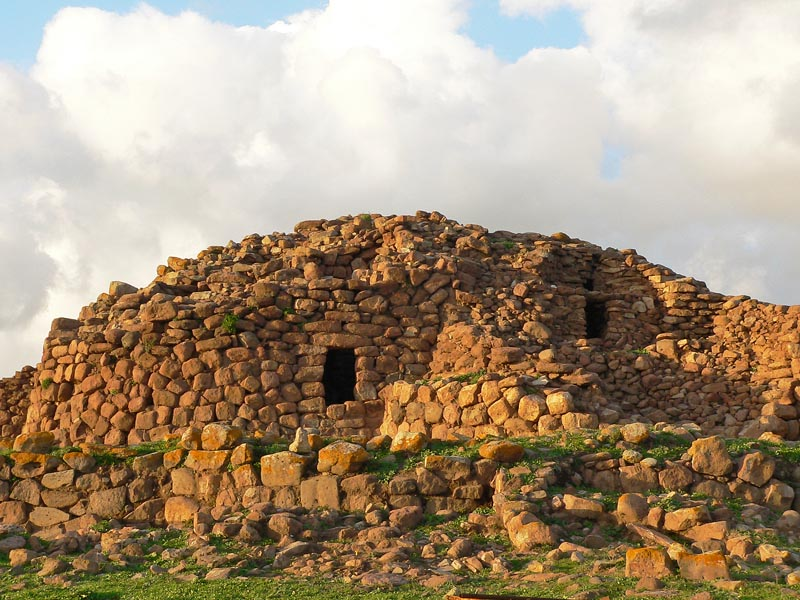
누라게 세루치

그 영토에는 중요한 고고학 유적지인 누라게 세루치와 거의 4 킬로미터 (2 mi) 길이의 해변이 있으며, 특히 푼타나마레라고 불리는 지점에서 서핑을 즐길 수 있다. 다른 두 곳은 사르데냐어로 "중간 해변"을 뜻하는 플라그 에 메수와 포르토 팔리아라고 불린다.
곤네사는 다음 시정촌과 접해 있다: 카르보니아, 이글레시아스, 포르토스쿠소.